# بول فيلدز
السير بول غوردون فيلدز (10 فبراير 1882 - 5 فبراير 1971) هو عالمأمراض وأحياء دقيقة بريطاني عمل في بورتون داون ‏ أثناء الحرب العالمية الثانية.

## تعليمه
درس بول الجراحة في كلية الثالوث وحصل على درجة بكالوريوس الطب والجراحة.